# 麥克·辛普森
麥克·辛普森（英語：Mike Simpson；1950年9月8日—）是美国的一位政治人物。自1999年開始，他是愛達荷州第二國會選區選出的聯邦眾議員。他的黨籍是共和黨。在1998年，他當選爱达荷州议会議員，這是他首次在選舉中當選。他曾經擔任愛達荷州眾議院議長。